# Мілова (Румунія)
Мілова (рум. Milova) — село у повіті Арад в Румунії. Входить до складу комуни Коноп.
Село розташоване на відстані 383 км на північний захід від Бухареста, 38 км на схід від Арада, 58 км на північний схід від Тімішоари.

## Населення
За даними перепису населення 2002 року у селі проживали 520 осіб.
Національний склад населення села:
| Національність | Кількість осіб | Відсоток |
| -------------- | -------------- | -------- |
| румуни         | 510            | 98,1%    |
| угорці         | 5              | 1,0%     |

Рідною мовою назвали:
| Мова      | Кількість осіб | Відсоток |
| --------- | -------------- | -------- |
| румунська | 510            | 98,1%    |
| угорська  | 5              | 1,0%     |